# Вальтер Грош
Вальтер Грош (нім. Walter Grosch; 14 квітня 1891, Кобург — 22 листопада 1972, Берг) — німецький офіцер, генерал-лейтенант люфтваффе. Кавалер Німецького хреста в сріблі.

## Біографія
26 вересня 1910 року поступив на службу в 40-й польовий артилерійський полк. Учасник Першої світової війни. 25 серпня 1914 року поранений. Після одужання 7 грудня 1914 року перейшов у авіацію. 31 березня 1920 року вийшов у відставку.
З 1 травня 1925 року — цивільний службовець рейхсверу і консультант відділу озброєнь Імперського військового міністерства. 23 грудня 1933 року поступив на службу в 4-й артилерійський полк. 1 лютого 1934 року перейшов у люфтваффе, начальник відділу Імперського міністерства авіації. З 1 серпня 1935 року — керівник інспекторської групи льотної школи Фассберга. З 1 серпня 1937 року — знову начальник відділу Імперського міністерства авіації. З 1 лютого 1939 року — в спеціальному штабі ОКВ.
З 16 липня 1939 року — квартирмейстер командування 11-ї авіаційної області. З 3 березня 1941 року — обер-квартирмейстер Генштабу 2-го, з 24 травня 141 року — 5-го повітряного флоту. З 2 травня 1943 року — інспектор будівельних частин і військовополонених. З 29 червня 1944 року — генерал іноземного персоналу люфтваффе в Імперському міністерстві авіації. 18 лютого 1945 року відправлений в резерв ОКЛ. З 19 квітня — в командуванні 11-ї авіаційної області. 3 травня взятий в полон британськими військами. Звільнений 16 травня 1948 року.

## Звання
- Фанен-юнкер (26 вересня 1910)
- Фанен-юнкер-єфрейтор (20 грудня 1910)
- Фанен-юнкер-унтерофіцер (27 січня 1911)
- Фенріх (23 травня 1911)
- Лейтенант (27 січня 1912)
- Оберлейтенант (18 вересня 1915)
- Гауптман (18 жовтня 1918)
- Майор (1 червня 1934)
- Оберстлейтенант (1 квітня 1936)
- Оберст (1 серпня 1938)
- Генерал-майор (1 червня 1941)
- Генерал-лейтенант (1 червня 1943)

## Нагороди
- Залізний хрест
  - 2-го класу (20 вересня 1914)
  - 1-го класу (9 серпня 1915)
- Нагрудний знак пілота-спостерігача (Пруссія) (11 лютого 1915)
- Орден дому Саксен-Ернестіне, лицарський хрест 2-го класу з мечами (22 травня 1916)
- Хрест «За заслуги у війні» (Саксен-Мейнінген) (20 січня 1917)
- Нагрудний знак «За поранення» в чорному (9 вересня 1918)
- Нагрудний знак військового пілота (Пруссія) (17 вересня 1918)
- Пам'ятний знак пілота (Пруссія)
- Пам'ятна нарукавна стрічка «Винищувальна ескадра барона фон Ріхтгофена №1 1917/18»
- Почесний хрест ветерана війни з мечами (1934)
- Нагрудний знак спостерігача
- Медаль «За вислугу років у Вермахті» 4-го, 3-го і 2-го класу (18 років; 2 жовтня 1936) — отримав 3 нагороди одночасно
- Застібка до Залізного хреста
  - 2-го класу (29 квітня 1940)
  - 1-го класу (27 липня 1940)
- Імперський орден Ярма та Стріл (Іспанія; 20 березня 1941)
- Хрест Воєнних заслуг  2-го і 1-го класу з мечами
- Німецький хрест в сріблі (2 квітня 1943)